# The Groom Wore Spurs
The Groom Wore Spurs ist eine US-amerikanische Filmkomödie aus dem Jahr 1951 von Richard Whorf mit Ginger Rogers und Jack Carson in den Hauptrollen. Der Film wurde von Universal Pictures in den Verleih gebracht und basiert auf dem Roman Legal Bride von Robert Carson.

## Handlung
In seinem Haus in Kalifornien erklärt der Frauenschwarm und Film-Cowboy Ben Castle seiner neuen Anwältin Abigail Furnival, dass er dem Gangster Harry Kallen 60.000 Dollar an Glücksspielgebühren schuldet. Ben, der von Abigails Intelligenz und Schönheit angezogen ist, bittet sie, ihn nach Las Vegas zu begleiten, um sich mit Kallen zu beraten. In Las Vegas ist Abigail so hingerissen von Ben, dass sie nicht bemerkt, dass er weder so kompetent noch so tugendhaft ist, wie er in seinen Filmen wirkt. Während sie auf Kallen warten, tanzen und küssen sie sich im Mondlicht. Als Ben sie bittet, ihn zu heiraten, stimmt Abigail sofort zu. Sie heiraten in dieser Nacht und treffen sich danach mit Kallen, der Abigail erzählt, dass er bei ihrem Vater, einem berühmten Anwalt, Schulden habe und dass er die Schulden als Hochzeitsgeschenk fallen lassen werde. Als Bens Freund, der Pilot Steve Hall, dies hört, beschuldigt er Ben, Abigail nur geheiratet zu haben, um seine Schulden zu begleichen. Abigail erkennt, dass Steve recht hat und kehrt nach Hause zurück, wo ihre temperamentvolle Mitbewohnerin Alice Dean sie davon überzeugt, für Ben zu kämpfen und einen richtigen Mann aus ihm zu machen.
Am nächsten Morgen kehrt Abigail zu Bens Haus zurück und übernimmt die Führung. Nachdem sie ihn aus seinem Rausch geweckt und seine faule Haushälterin gefeuert hat, posiert sie mit Ben für die Pressefotografen des Studios. Als sie überredet werden, sich vor der Kamera zu küssen, können sie nicht mehr aufhören. An diesem Abend will Ben Abigail mit einem seiner Filmsongs unterhalten, doch sie erkennt, dass er Playback singt und eigentlich keinen Ton halten kann. Sie wird zunehmend desillusioniert, besonders nachdem seine lauten, koketten Freunde zu Besuch kommen. Am nächsten Tag bringt Ben Abigail zum Studioboss J. N. Birgin, um seinen Vertrag neu zu verhandeln. Obwohl Birgin schlau und einschüchternd ist, gelingt es Abigail, einen verbesserten Vertrag für Ben auszuhandeln und einen Vorschuss von 60.000 Dollar zu erhalten. Dann teilt sie Ben mit, dass sie ihn verlässt, weil sie alles für ihn getan hat, was sie konnte.
Auch als Tage später Steve ihr nachstellt, schwärmt Abigail weiterhin für Ben. Gleichzeitig bringt Ben die 60.000 Dollar zu Kallen und gibt zu, dass er Abigail vermisst. Gerade als er sich zum Gehen umdreht, schießt ein Eindringling auf Kallen und rennt davon. Ben wird bei Kallens Leiche aufgegriffen und wegen Mordes angeklagt. Er besteht darauf, dass Abigail seinen Fall übernimmt. Sie überzeugt den Polizeichef, ihnen die Chance zu geben, den wahren Mörder zu identifizieren. Dank ihrer cleveren Detektivfähigkeiten und der alten Kontakte ihres Vaters verfolgen sie den Mörder Tony Lomac zu einem Flugzeug, das gerade nach Mexiko abheben will. Steve hilft ihnen, den Piloten aufzuhalten, und sie springen in das Flugzeug. Als Lomac Ben erkennt, greift er an. Abigail steuert das Flugzeug und macht eine Bruchlandung, danach jagen sie Lomac in einen Hangar. Ben kann Lomac mit einem Seiltrick, den er in seinen Filmen gelernt hat, entwaffnen. Nachdem Lomac gefangen genommen wurde, küsst Abigail Ben, während Reporter begeistert Fotos schießen.

## Hintergrund
Gedreht wurde der Film von Anfang Juli bis Ende August 1950 in den Motion-Picture-Center-Studios in Hollywood, den Republic-Studios in North Hollywood und den Universal-Studios Universal City.
Perry Ferguson oblag die künstlerische Leitung. Julia Heron war für das Szenenbild zuständig. Verantwortliche Toningenieure waren Victor B. Appel und Mac Dalgleish. Robert Justman arbeitete als Produktionsassistent.
Für den am 22. April 1951 verstorbenen Stanley Ridges war es die letzte Filmrolle.

## Musik
Folgende Songs wurden im Film gespielt:
- No More Wanderin’ Around von Leon Pober und Emil Newman
- The Groom Wore Spurs, Komponist unbekannt

## Veröffentlichung
Die Premiere des Films fand am 13. März 1951 in New York statt. In Österreich kam er am 16. März 1952 in die Kinos.

## Kritiken
Der Filmkritiken-Aggregator Rotten Tomatoes hat in einer Auswertung ein Publikumsergebnis von 20 Prozent positiver Bewertungen ermittelt.
Bosley Crowther von der The New York Times bedauerte Ginger Rogers, die in einem völlig glanzlosen Stück mit einer Aufgabe zu kämpfen habe, die jede Schauspielerin wie einen Trottel aussehen lassen würde. Und zwar eine Art von Aufgabe, die schon viele weniger gute Schauspielerinnen und Zuschauer vor Schmerz zusammenzucken ließ.